# Linux Bond
Linux Bond tehnologija također je poznata kao agregacija ili uparivanje (engl. teaming) odnosno povezivanje više fizičkih mrežnih kartica (ili samo određenih logičkih/virtualnih sučelja) u jedno logičko sučelje. Bond sučelje može i ne mora imati IP parametre (IP adresu, netmask, ...), ali ako se koristi, IP parametri veze se ne definiraju na razini fizičkih mrežnih kartica, već isključivo na razini bond sučelja.
Linux standardno podržava nekoliko načina rada Bond sučelja. Dakle ponašanje ovako spojenih mrežnih sučelja ovisi o načinu rada. Dodatno je moguće izvršiti i nadzor integriteta veze i optimirati mnoge parametre rada. Pogledajmo neka od dostupnih načina rada:
- balance-rr ili 0  - ovo je tzv. Round-robin politika (način rada): paketi se šalju sekvencijalnim redoslijedom od prvog dostupnog slave uređaja (fizičke mrežne kartice) do posljednjeg. Ovaj način rada omogućuje uravnoteženje opterećenja i toleranciju na pogreške.
- active-backup ili 1 - ovo je politika aktivno-pričuvnog rada: aktivan je samo jedan uređaj (fizička mrežna kartica u vezi. Druga postaje aktivna ako, i samo ako, aktivna ne radi. MAC adresa veze vidljiva je izvana samo na jednoj mrežnoj kartici, kako bi se izbjegla zabuna na preklopniku (switchu). Kada dođe do prestanka rada aktivnog sučelja, novo aktivno će na mrežu poslati jedan ili više tzv. gratuitous ARP poruka na novoaktivnom sučelju. Jedan gratuitous ARP se šalje za glavno sučelje i svako eventualno VLAN sučelje konfigurirano iznad njega, pod uvjetom da sučelje ima konfiguriranu barem jednu IP adresu. Gratuitous ARP-ovi poslani za VLAN sučelja označeni su odgovarajućim VLAN ID-om. Ovaj način rada omogućuje toleranciju grešaka i ispad bilo kojeg od mrežnih kartica (sučelja).
- balance-xor ili 2 - koristi se XOR politika odnosno prijenos na temelju odabrane hash politike prijenosa. Zadana politika je jednostavna a alternativna pravila prijenosa mogu se odabrati putem opcije xmit_hash_policy. Ovaj način rada omogućuje uravnoteženje opterećenja i toleranciju na pogreške.
- broadcast ili 3 - odnosno politika emitiranja: prenosi sve podatke na svim mrežnim sučeljima. Ovaj način rada omogućuje toleranciju grešaka.
- 802.3ad ili 4 - ovaj način rada koristi IEEE 802.3ad protokol - LACP (Link Aggregation Control Protocol). Stvara grupe agregacije koje dijele istu brzinu i postavke dupleksa. Koristi sva podređena mrežna sučelja u aktivnom agregatoru prema specifikaciji 802.3ad. Ovaj način rada omogućuje uravnoteženje opterećenja i toleranciju na pogreške, ali zahtjeva spajanje na preklopnik (switch) koji podržava LACP protokol te pravilnu konfiguraciju preklopnika.
- balance-tlb ili 5 - odnosno prilagodljivo balansiranje prijenosnog opterećenja: povezivanje kanala ne zahtijeva nikakvu posebnu podršku preklopnika (switcha). Odlazni promet raspoređuje se prema trenutnom opterećenju (izračunatom u odnosu na brzinu) na svakom podređenom mrežnom sučelju. Dolazni promet prima trenutno aktivno sučelje. Ako podređeno sučelje koje prima ne radi, drugo sučelje preuzima MAC adresu podređenog sučelja koje nije uspjelo. Ovaj način rada omogućuje uravnoteženje prijenosnog opterećenja i toleranciju na pogreške.
- balance-alb ili 6 - odnosno prilagodljivo balansiranje opterećenja: uključuje balance-tlb i balansiranje primanja opterećenja (rlb) za IPV4 promet i ne zahtijeva nikakvu posebnu podršku od strane preklopnika (switcha). Balansiranje opterećenja primanja postiže se posebnim ARP porukama (gratutious ARP).